# Sirene (film 1990)
Sirene (Mermaids) è un film del 1990, diretto dal regista Richard Benjamin e con protagonisti Cher, Bob Hoskins, Winona Ryder (candidata al Golden Globe per la migliore attrice non protagonista) e Christina Ricci (qui al suo debutto). Il film è basato sull'omonimo romanzo del 1986 di Patty Dann.

## Trama
1963. La madre single Rachel Flax con le sue due figlie, avute da due padri diversi, ha già cambiato città parecchie volte, per lasciarsi i problemi alle spalle a seguito delle sue relazioni fallite. Charlotte, la figlia maggiore quindicenne, prova disgusto per il modo di vivere sregolato della madre, con cui ha un pessimo rapporto ed aspira a farsi suora, mentre Kate è una dolce ragazzina che sogna di diventare una nuotatrice professionista.
Le tre arrivano infine in un paesino del Massachusetts. Qui Charlotte, nonostante il suo costante timore di commettere peccato, si innamora presto di Joe Peretti, che lavora come autista dello scuolabus e guardiano nel vicino convento, mentre Rachel inizia una timida relazione con Lou Landsky, un simpatico commerciante di scarpe. Le figlie cercano di incoraggiare questa relazione, per avere una situazione famigliare stabile e non doversi trasferire di nuovo. Quando la notizia dell’assassinio del presidente Kennedy sconvolge sia Charlotte che Joe, i due finiscono per baciarsi nel campanile del convento. Non avendo alcuna conoscenza del sesso, Charlotte crede di essere rimasta incinta con un semplice bacio e teme addirittura di portare in grembo il nuovo Messia. Sconvolta, intraprende una breve fuga, venendo poi ricondotta a casa da Lou. Rifiutandosi di parlare con la madre dei suoi timori, si rasserena solo quando un medico le assicura che non può essere incinta.
Col passare del tempo, Lou cerca di convincere Rachel a stringere i loro rapporti e una sera, durante una festa di fine anno, le chiede di sposarlo. Rachel però temporeggia. Più tardi, essendo rimasta in panne con la macchina, chiede un passaggio a Joe, che la accompagna a casa. Finisce poi per baciarlo proprio davanti alla porta di casa, sotto lo sguardo della figlia maggiore. Questo scatena l’ira di Charlotte, la quale si acconcia in modo simile alla madre e porta la sorellina a vedere il convento. Dopo aver lasciato Kate ad attenderla all’esterno, Charlotte sale in cima al campanile, dove incontra Joe, si dichiara a lui e i due hanno un rapporto sessuale. Nel frattempo però Kate cade in un fiume di acqua gelida e rischia di morire, venendo fortunatamente salvata dalle suore. 
Dopo questi fatti, Rachel è furiosa con Charlotte e intende trasferirsi di nuovo, per evitare le chiacchiere. Tuttavia, proprio al culmine del litigio le due trovano finalmente il coraggio di chiarirsi, dicendosi ciò che non si erano mai dette. Kate si riprende e Rachel acconsente a rimanere, continuando la sua relazione con Lou, mentre Charlotte rimane in contatto con Joe, che si è nel frattempo trasferito, tramite lettere. Il finale vede le tre preparare la cena ballando felicemente, lasciando supporre che la desiderata stabilità famigliare sia stata raggiunta.

## Produzione
Il ruolo di Charlotte era stato inizialmente affidato a Emily Lloyd. L'attrice presumibilmente aveva iniziato a girare le prime scene, ma fu sostituita perché Cher fece notare che le figlie del suo personaggio non potevano essere interpretate da personaggi con i capelli biondi. Ironicamente nella realtà tutti i figli di Cher hanno i capelli chiari.
Emily Lloyd fece causa alla Orion Pictures ed alla produzione del film, giungendo ad una soluzione il secondo giorno del processo, il 30 luglio 1991.
Sirene doveva essere il debutto cinematografico americano per il regista Lasse Hallström fino a quando il regista non fu rimosso dalla sua posizione per essersi ripetutamente scontrato con Cher, e quindi venne sostituito prima da Frank Oz ed in seguito da Richard Benjamin.

## Accoglienza
Sirene detiene un indice di gradimento del 73% sul sito Rotten Tomatoes, che indicano valutazioni medie molto positive.
Time Out New York scrisse: "Il film è gravato da particolari curiosi e osservazioni, e la sua preoccupazione per tutte le cose acquatiche (la sorella piccola è un asso del nuoto, la mamma si veste da sirena per la vigilia di capodanno, etc) è esagerata. La caratterizzazione [dei personaggi] soffre, con Charlotte e sua madre troppo egoiste per attirare le nostre simpatie. Fondamentalmente, non sono proprio divertenti".
Vincent Canby del New York Times scrisse: "Sirene, adattato dalla sceneggiatrice inglese June Roberts dal romanzo di Patty Dann, è una commedia terribilmente delicata e spiritosa sul serio argomento della crescita".

## Colonna sonora
L'album contenente la colonna sonora del film è stato pubblicato il 13 novembre 1990 dalla Geffen Records.
Tracce
1. The Shoop Shoop Song (It's in His Kiss) - Cher
2. Big Girls Don't Cry - Frankie Valli e The Four Seasons
3. You've Really Got a Hold on Me - Smokey Robinson e The Miracles
4. It's My Party - Lesley Gore
5. Johnny Angel - Shelley Fabares
6. Baby I'm Yours - Cher
7. Just One Look - Doris Troy
8. Love Is Strange - Mickey & Sylvia
9. Sleepwalk - Santo & Johnny
10. If You Wanna Be Happy - Jimmy Soul

## Riconoscimenti
- 1990 - National Board of Review
  - Miglior attrice non protagonista (Winona Ryder)